# Museo Académie Vitti
Il Museo Académie Vitti è un museo di Atina in provincia di Frosinone. 

## Storia
L'Accademia è stata fondata nel 1889 a Parigi da Cesare Vitti originario di Casalvieri, dalla moglie Maria Caira e dalle due sorelle di quest'ultima ovvero Anna e Giacinta.

## Collezione
All'interno del museo si trovano esposti molti disegni, fotografie e cartoline inedite che documentano la vita dell'Académie in un momento determinante dell'arte moderna, fra la fine dell'Ottocento e la metà del secondo decennio del Novecento.